# Harinkaansalo
Harinkaansalo är en ö i Finland. Den ligger i sjön Keitele och i kommunen Vesanto och landskapet  Norra Savolax, i den centrala delen av landet, 300 km norr om huvudstaden Helsingfors. Öns area är 51,1 hektar och dess största längd är 1,2 kilometer i sydöst-nordvästlig riktning.